# Organic Letters
Organic Letters (abreviatura Org. Lett.) és una important revista científica dedicada a la química orgànica i a la bioquímica. És publicada des del juliol de 1999 per la Societat Química Americana. El seu factor d'impacte és 6,364 el 2014, any en què fou citada 80 234 cops. Ocupa la 4a posició de qualitat de revistes dedicades a la química inorgànica en el rànquing SCImago, i la 21a en la categoria de química analítica.
Organic Letters és la revista amb un factor d'impacte més alt en el camp de la química orgànica. Publica breus informes sobre la recerca d'avantguarda, enfocaments creatius i idees innovadores en una àmplia gamma d'aspectes de la química orgànica per a ser compartits de forma ràpida amb altres científics.